# Centrodora orthopterae
Centrodora orthopterae är en stekelart som först beskrevs av Charles Joseph Gahan 1919.  Centrodora orthopterae ingår i släktet Centrodora och familjen växtlussteklar. Inga underarter finns listade.